# Fortnite
 Denne artikel bør gennemlæses af en person med fagkendskab for at sikre den faglige korrekthed.

Fortnite er et samarbejds- og overlevelsescomputerspil udviklet af Epic Games og People Can Fly. Spillet blev udgivet den 25. juli 2017.
En selvstændig version, Fortnite Battle Royale, blev udgivet i september 2017. I det forsøger 100 spillere at blive den eneste, som overlever. Fortnite Battle Royale er det største spil, Epic Games har lavet. Da spillet blev udgivet, fik det over 2 millioner spillere på 2 uger.
Spillet har tre hovedmodes: Fortnite: Save the World, Fortnite: Battle Royale og Fortnite: Creative.
Fortnite: Save the World er en mode, hvor op til fire spillere samarbejder om at overleve i en post-apokalyptisk verden, der er plaget af zombier kaldet husks. Spillerne skal bygge baser, finde ressourcer, redde andre overlevende og bekæmpe husks. Spillet er et købespil, der kræver en engangsbetaling for at spille.
Fortnite: Battle Royale er et spilmode, hvor op til 100 spillere konkurrerer om at være den sidste overlevende i et stadig mindre spilområde. Spillerne skal finde våben og udstyr på kortet, undgå en dødelig storm og kæmpe mod hinanden. Spillerne kan også bygge strukturer med materialer, de har samlet, for at beskytte sig selv eller angribe andre. Spillet er et gratisspil, der kan spilles uden at betale noget.
Fortnite: Creative giver spillerne mulighed for at skabe deres egne spilverdener og dele dem med andre. Spillerne har adgang til mange forskellige elementer, som de kan bruge til at designe deres egne øer, spil og udfordringer. Spillerne kan også besøge og spille på øer, som andre spillere har lavet, ved at bruge koder. Spillet er et gratisspil, men det kræver, at spillerne har adgang til Fortnite: Battle Royale.
Fortnites Battle Royale er blevet kritiseret for at være meget lig spillet PlayerUnknown's Battlegrounds (PUBG), og Epic Games har bekræftet, at det er inspireret af PUBG. På trods af dette kan PUBG ikke sagsøge Epic Games, da PUBG selv kører på Epic Games game engine "Unreal Engine".
Fortnite vandt i 2018 og 2019 Webby People’s Voice Award for Best Multiplayer/Competitive Game.
Spillet benytter mikrotransaktioner til at købe spilvaluta (kaldet V-Bucks, eller VinderTech Bucks), der kan bruges til at ændre ens udseende i spillet, dette giver dog ikke nogle fordele over andre spillere. Det digitale salg var i 2019 på ca. 12 mia. danske kroner, en mindre nedgang fra rekorden året før på ca. 16 mia. DKK